# 김인식 (1947년)
김인식(金寅植, 1947년 4월 14일 - )은 전 대한민국 야구 국가대표팀 감독이자, 현 KBO 총재 특별보좌, 한국독립야구연맹 위원장이다.

## 선수 시절
실업 야구 팀 한일은행에서 투수로 뛰던 중 어깨 부상을 당해 일찍 은퇴하였다.

## 야구선수 은퇴 후
배문고등학교, 상문고등학교, 동국대학교 야구부 감독을 맡은 후, 1986년 해태 타이거즈 수석 코치로 프로 지도자의 길을 걷기 시작했다. 
이어 1990년에 쌍방울 레이더스의 창단 감독으로 부임했다. 1991년 ~ 1992년 쌍방울 레이더스 감독으로 93승 155패 4무, 1995년 ~ 2003년 두산(OB)에서 579승 556패 33무, 이어 2005년 6월 한화에서 28승을 추가해 통산 700승을 기록했다.
한편,  1991년 말 부임한 ‘일본통’이었던 이용일 당시 쌍방울 레이더스 구단주 대행과 마찰을 빚어 1992년 시즌을 끝으로 쌍방울 감독에서 물러난 뒤 2년 동안 야인으로 지냈다가 1994년 선수단 집단 이탈 사건의 여파로 사임한 윤동균의 후임으로 1995년 OB 베어스의 사령탑을 맡아 1995년과 2001년 팀을 두 차례나 한국시리즈 정상에 올려 지도력을 인정받았다. 
2005년부터 2009년까지 한화 이글스의 감독을 맡았고 2010년까지 한화 이글스의 고문을 맡았는데, 전신 빙그레 창단(1985년) 당시 투수코치 물망, 1993년 시즌을 끝으로(당시 빙그레) 물러난 김영덕 감독 후임 물망에 한때 거론됐으나 결국 좌절됐다.
부산 아시안 게임에서 대한민국 야구 국가대표팀 감독을 맡아 금메달을 따냈다. 2006년 월드 베이스볼 클래식에서 대한민국 야구 국가대표팀 감독을 맡아 4강 진출을 이뤘으며, 같은 해 한화 이글스도 한국시리즈 준우승으로 이끌었다. 
2006 시즌 종료 후 한화 이글스와 역대 감독 최고액인 계약금, 연봉 각 3억 5천만 원, 총액 3년 14억 원에 재계약했다. 
2006년 월드 베이스볼 클래식 이후 다시는 국가 대표팀 감독을 맡지 않겠다고 언급했으나, 2008년 하계 올림픽 금메달 이후 감독 선임에서 잡음이 크게 일었던 2009년 월드 베이스볼 클래식 대표팀 감독을 다시 맡아 대한민국 국가대표팀의 준우승을 이끌었다. 하지만 같은 해 한화 이글스가 시즌 최하위를 기록한 후 계약이 만료되어 한대화에게 감독직을 넘기고 물러났다. 
현재에 KBO의 규칙위원회,기술위원회 위원장으로 활동하고 있으며, 대한민국 야구 국가대표팀 감독이다. 2015년 프리미어 12 대회의 감독을 맡았고, 국제 대회에 처음으로 우승을 이끌어 냈다. 2017년 월드 베이스볼 클래식 감독을 맡았으나, 성적 부진으로 인해 1라운드 탈락이라는 처참한 결과를 낳았다. 
2019년 아프리카TV와 유튜브에서 김인식TV 채널을 개설하여 활동하고 있다.

## 경력

### 선수
- 배문고등학교
- 1965년 - 크라운맥주
- 1966년 - 1968년 해병대
- 1969년 - 1972년 한일은행

### 지도자
- 1973년 - 1977년 배문고등학교 감독
- 1978년 - 1980년 상문고등학교 감독
- 1982년 - 1985년 동국대학교 감독
- 1986년 - 1989년 해태 타이거즈 수석코치
- 1990년 - 1992년 쌍방울 레이더스 창단 감독
- 1994년 9월 - 2003년 OB 베어스 감독
- 1995년 - 한국시리즈 우승 (OB 베어스)
- 2001년 - 한국시리즈 우승 (두산 베어스)
- 2005년 - 2009년 한화 이글스 감독
- 2010년 - 한화 이글스 고문, 천하무적 야구단 총감독

### 국가대표팀
- 2002년 - 2002년 아시안 게임 국가대표팀 감독 (금메달)
- 2006년 - 제1회 월드 베이스볼 클래식 대표팀 감독(4강)
- 2009년 - 제2회 월드 베이스볼 클래식 대표팀 감독(준우승)
- 2015년 - WBSC 프리미어 12 대표팀 감독(우승)
- 2017년 - 제4회 월드 베이스볼 클래식 대표팀 감독

## CF
- 오뚜기 진라면 2편[5]